# Liacarus janetscheki
Liacarus janetscheki är en kvalsterart som beskrevs av Mihelcic 1957. Liacarus janetscheki ingår i släktet Liacarus och familjen Liacaridae. Inga underarter finns listade i Catalogue of Life.